# Ciment romain

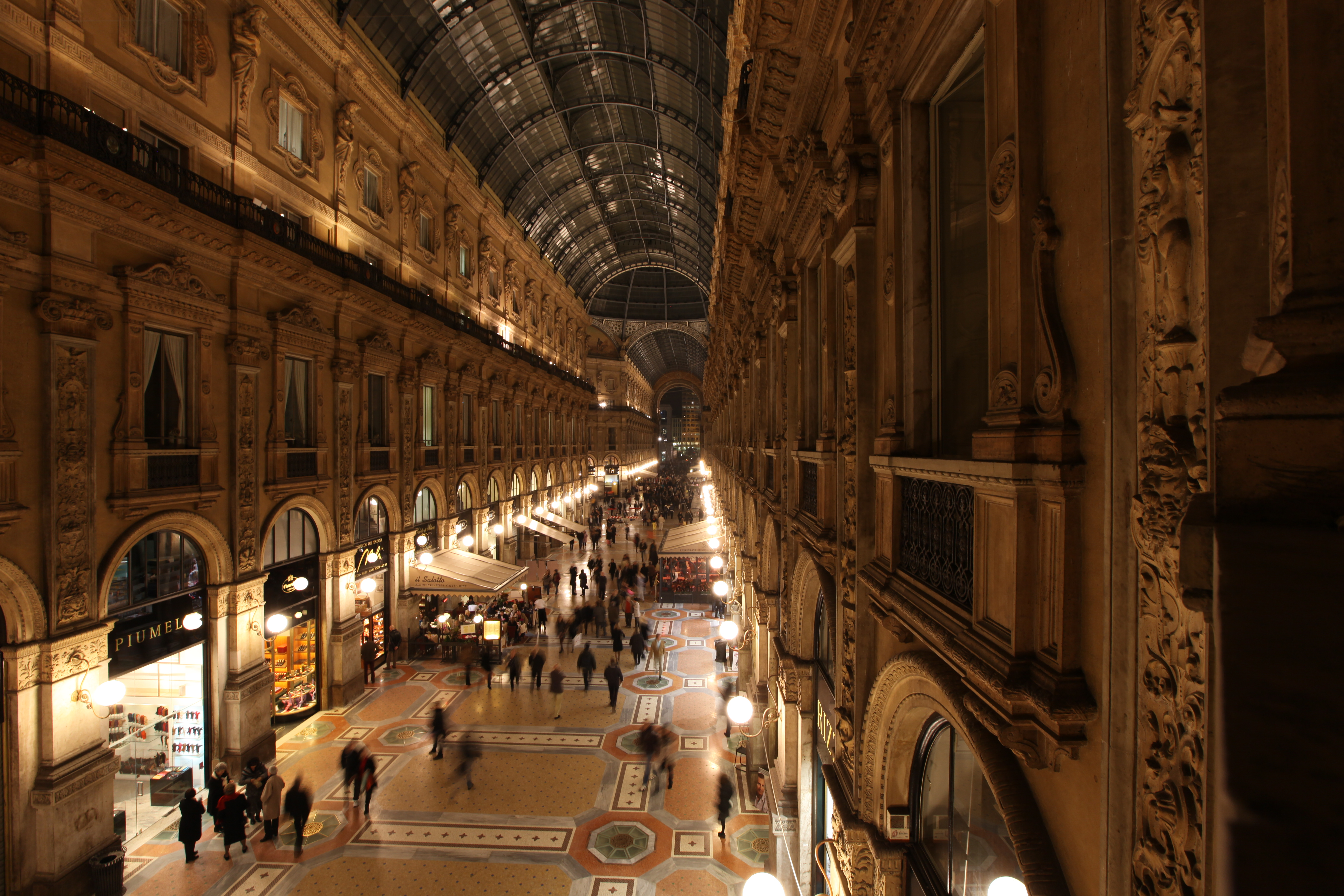
Galleria Vittorio Emanuele II. Ciment prompt

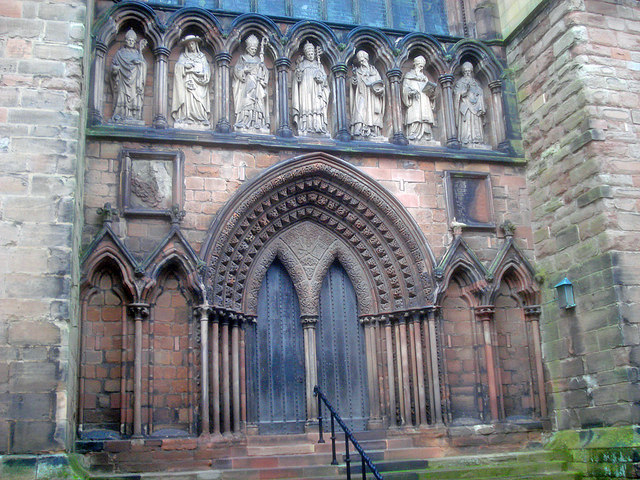
Cathédrale de Lichfield. Les sept statues en haut du porche sont moulées en ciment romain.

Le ciment romain (roman cement) est une chaux hydraulique naturelle à prise plus ou moins rapide, dont le nom générique, anglo-saxon, provient de l'appellation commerciale donnée dans le brevet déposé en 1796 par James Parker :

« C'est avec des pierres calcaires, très argileuses, compactes, à grain très serré, susceptibles de poli dures et tenaces, que l'on prépare à Londres le ciment romain en les calcinant dans des fours coniques à feu continu, avec de la houille, de la même manière que les autres pierres à chaux; mais la conduite du feu exige beaucoup de soins si la température n'est pas convenablement ménagée, le ciment éprouve un commencement de fusion et n'est plus  propre à aucun usage. »

Le ciment romain est connu en français, depuis le début du XIXe siècle, sous le nom de ciment naturel, ciment naturel à prise rapide ou ciment naturel prompt (voir ciment prompt).
Un ciment est dit naturel lorsqu'il résulte de la simple cuisson d’une marne ou d'un calcaire argileux pris à l'état naturel. Il est dit artificiel lorsqu'il résulte de la cuisson d’un mélange artificiel préalable de calcaire, de marne ou d'argile.

## Emplois anciens et genèse du terme
Du temps de la Rome antique, le ciment (du latin caementum, signifiant moellon, pierre de construction) désignait originairement les pierres ajoutées in situ à la chaux, les caementa, pour la confection des maçonneries. Il y a eu confusion, puis transfert de vocable, le ciment devient par la suite, le mortier, puis le liant seul. « Comme il convient de respecter la terminologie maintenant strictement définie par la technique, il faut réserver ce mot plutôt à la désignation des ciments qui sont des mélanges artificiels de chaux avec de l'argile et des sels métalliques (...): de tels mélanges étaient évidemment inconnus des Romains. »
Les Romains utilisaient des chaux grasses (aériennes) obtenues à partir de calcaires très purs, les marbres par exemple, car elles permettaient aux maçonneries, à mesure qu'on les élève, de se tasser progressivement, assurant au niveau du joint une répartition uniforme des efforts. La présence d'argile, comme d'autres corps, pouvant modifier la phase d'extinction, les Romains supposèrent, de manière erronée, que ces substances diminuaient la qualité de la chaux. Les Romains n'utilisèrent donc que de la chaux aérienne. Cet état de connaissance perdurera jusqu'au XIXe siècle. En 1863, il suffit d'interroger les maçons et chaufourniers sur les diverses chaux du pays pour qu'ils désignent les chaux hydrauliques comme les plus mauvaises. Il fallait insister pour qu'ils en fassent mention. Les chaux hydrauliques sont alors recherchées activement car on connaît désormais leurs propriétés exceptionnelles. Vers le Ier siècle apr. J.-C., la Rome antique améliore la technique de la chaux par l’incorporation de sable volcanique de Pouzzoles - la pouzzolane -  ou de tuiles broyées. Comme le dit Vitruve dans son De architectura (Livre II, Chapitre 6), le mortier peut résister à l'eau et même faire prise en milieu très humide. Cette vertu est due à la présence d'une grande quantité de silicate d'alumine. En ajoutant à la chaux aérienne de la pouzzolane ou des tuileaux, on la transforme artificiellement en chaux hydraulique. Ce n'est qu'en 1818 que Louis Vicat expliquera les principes de cette réaction, dans sa théorie de l'hydraulicité ouvrant la voie à la découverte du ciment Portland. 
« La préparation des mortiers romains a toujours fait l'objet d'une grande admiration, souvent teintée de secret technique jamais dévoilé. »
La réalité est toute autre. Beaucoup d'édifices antiques réalisés en opus caementicium - appareillage composé in situ et non coulé, en utilisant des matériaux tout venant, les caementa, maçonnées dans le meilleur des cas à la chaux, entre deux parois de petit appareil qui font office de coffrage perdu - sont toujours debout, du fait que l'appareillage était réalisé avec soin et avec une bonne chaux. On ne parle plus de la grande majorité des édifices qui ont disparu du fait de la médiocrité des maçonneries, souvent sommairement liées à l'argile ou à de la chaux de médiocre qualité, comme c'est souvent le cas à Pompei où leur conservation pose un problème.
En comparant les mortiers des Anciens, et surtout ceux qui ont été faits par les Romains, aux mortiers des temps modernes, on suppose alors que les premiers étaient meilleurs. Plusieurs constructeurs annoncent alors avoir trouvé le secret des mortiers romains, mais d'autres supposent qu'il n'a subsisté à travers le temps que les constructions faites avec de bonnes chaux dans de bons mortiers,.
Le mot innovation technique a, on le voit, une signification particulière à la fin du XVIIIe siècle. Celle-ci est en effet généralement attachée à une découverte archéologique (on redécouvre alors Pompéi) qui est à la fois source et caution. Antoine-Joseph Loriot par exemple invente un mortier dont il annonce avoir déduit le procédé à partir des diverses interprétations qu'il a cru pouvoir donner aux ouvrages de Vitruve, de Pline et des autres auteurs anciens qui traitent des mortiers que les Anciens employaient: « L'antiquité est un matériau manipulé »,.
L'opinion généralement admise au XIXe siècle est que, désormais, c'est l'argile qui donne à la chaux la propriété singulière de durcir dans l'eau. Cette propriété est maintenant recherchée, notamment pour la construction des ouvrages d'art durant la période napoléonienne, et on la nomme hydraulicité. On l’obtient à partir de chaux maigres dites hydrauliques (les chaux hydrauliques et les ciments naturels, dont le ciment romain), ou par adjonction à de la chaux aérienne, de la pouzzolane naturelle (la méthode employée par les Romains, mais plus coûteuse du fait de l'importation de la matière depuis l'Italie) ou de la pouzzolane artificielle (obtenue par calcination de différentes substances) ou par mélange et calcination de différentes chaux et argiles. L'hydraulicité des chaux est expérimentée par de nombreux scientifiques et le mécanisme découvert et prouvé par Louis Vicat en 1817, débouchant à terme sur l'invention du ciment Portland, le ciment artificiel).

## Le ciment romain
En 1796, James Parker découvre sur l'île de Sheppey, en Grande-Bretagne, un calcaire suffisamment argileux pour donner, après une cuisson à 900 °C, un ciment naturel à prise rapide. Il obtient un brevet intitulé "A certain Cement or Terras to be used in Aquatic and other Buildings and Stucco Work". Il vend son brevet à Samuel Wyatt qui, avec son cousin Charles Wyatt, produit un ciment sous la marque Parker & Wyatt. En 1798, une publicité donne à ce ciment le nom commercial de Roman cement. Par la suite le ciment fut produit, de manière empirique, souvent à partir de marnes locales. À partir de la découverte de Vicat, non brevetée, les chaux hydrauliques et ciments naturels à prise rapide ont été produits en quantité dans le monde entier. Les entreprises déposant des brevets commerciaux l'ont nommé « ciment romain » ; le terme « plâtre-ciment » a été abandonné. Les scientifiques, s'attachant à faire des classifications, l'ont appelé chaux limites, chaux éminemment hydraulique, ciment naturel à prise rapide, ciment prompt. Les sociétés présentes dans les Alpes, grandes productrices, aidées du savoir scientifique de Louis Vicat, qui resta à Grenoble à partir de 1827, ont gardé le terme ciment naturel prompt. 
Exceptions faites de ces différences locales, tous les ciments romains désignent des ciments dits naturels.
Le ciment romain a été fabriqué pour la première fois à Londres en 1796 en calcinant un calcaire avec une teneur de 30 % d'argile (calcaire argileux). Les différentes variétés de ciment romain peuvent être rattachées à trois classes :
- Les ciments limites inférieurs, 39 % d'argile (marne), le « plus parfait de tous les ciments »;
- Les ciments ordinaires, 50 % d'argile (marne);
- Les ciments limites supérieurs, 73 % d'argile (argile calcaire), de moins bonne qualité[13].

L'usage du ciment romain décline en Angleterre à partir du milieu du XIXe siècle au profit du ciment artificiel. En 1887, pour l'empire austro-hongrois, la production de ciment romain était encore de cinq fois supérieure à celle des chaux hydrauliques et ciments Portland. Dans les Alpes françaises et italienne il est encore très utilisé sous forme de pierre factice ou moulage jusqu'à la première guerre mondiale, puis l'usage décline aussi.
Le brevet de James Parker pour ce ciment romain devint caduc entre 1810 et 1820. D'autres producteurs anglais vont occuper ce marché du ciment comme John Frost et Joseph Aspdin et son fils William Aspdin qui inventent le ciment Portland (autre nom commercial d'une chaux hydraulique puis d'un ciment à prise lente).

## Usage
Le ciment romain fut utilisé dans des maçonneries exposées aux moisissures, ou exigeantes en termes de résistance aux efforts et de durabilité. Les stucateurs en recommandèrent l'usage dans la confection des enduits et des moulures (et notamment les moulages au gabarit). Il sert aussi à fabriquer des pierres factices de ciment moulé en grande quantité, surtout dans la région de Grenoble. Le ciment romain constitua le matériau de base de l'ornementation extérieure des architectures historicistes et art nouveau des XIXe siècle et début XXe siècle, et contribua donc de manière essentielle à l’esthétique des centres urbains de nombreuses villes européennes, ainsi qu'à la transition d'une architecture en pierre de taille vers celle en béton puis béton armé.
Le ciment romain est maintenant souvent désigné comme l'équivalent extérieur de l'enduit de plâtre, offrant la même vitesse de prise et une manipulation identique à celle du plâtre, mais pouvant résister de manière efficace à des conditions extérieures. 
À la fin de la Première Guerre mondiale, avec une architecture dépouillée de tout ornement, la conversion au ciment Portland est réalisée de manière définitive, entrainant la quasi fin de l'utilisation du ciment romain. Il est employé en pâte pure pour les scellements (maçonnerie, plomberie), comme adjuvant des chaux dans les mortiers ou les bétons de chanvre, mais aussi en tant que liant pour les bétons de petits éléments préfabriqués (ciment moulé pour pièces extérieures comme les ornements de jardins) et dans les bétons armés de petits volumes (mise en œuvre rapide comme l'escalier du château de Venon (Isère).
La société Vicat est la seule qui produise encore un ciment romain, le Ciment Naturel Prompt.

## Compréhension de la micro-structure et "paléo-inspiration"
L'étude de la composition et de la structure des ciment romains, donne lieu à une littérature assez abondante portant en particulier sur l'identification des phases minérales jouant un rôle clé dans la durabilité du ciment romain. Ainsi, un article récent étude l'origine de la durabilité de ciments romains employés en environnement marin. L'objectif est ainsi de re-créer de nouveaux ciments reproduisant les propriétés des matériaux romains, dans une démarche de paléo-inspiration. Les projets de recherche européens Rocem puis Rocare tentent de rétablir la fabrication et l'utilisation de ciments romains.

## Restauration du patrimoine ancien
Du fait qu'il n'existe pas de produit de remplacement, la restauration et la conservation des bâtiments anciens qui ont fait usage du ciment romain posent un problème. Lorsqu'on s'est de nouveau intéressé au patrimoine monumental du XIXe siècle, le manque d'informations techniques sur le produit a dû être progressivement comblé dans les programmes de l'ICOMOS (Conseil international des monuments et des sites) ou du Laboratoire de recherche des monuments historiques, dès les années 1990 (Icomos, Béton et patrimoine, Cahier 18, Le Havre, décembre 1996 ; LRMH, Missions bétons anciens en Rhône-Alpes, 1996 et 2000 ; Amandine Royer, Le ciment romain, École du Louvre, 2004, 128 p. ; Isabelle Pallot-Frossard et Véronique Vergès-Belmin, Les ciments naturels, in Monumental, LRMH, Paris, 2006 ; Cédric Avenier, Ciment naturel, Grenoble, Glénat, 2007, 128 p). 